# 일월산황씨부인당
일월산황씨부인당은 경상북도 영양군 청기면 일월산길 675에 위치한 대한민국의 신당이다. 일월산 일자봉에 위치한다.

## 설화
신은 본관이 평해 황씨이다. 조선 순조때 당리에 살던 우씨(禹氏)의 부인 황씨가 딸만 9명을 낳았다는 이유로 시어머니의 학대를 못이겨 일월산에 올라가 산삼캐는 사람들의 움막에서 자결하였다. 가족들은 사방으로 수소문하였으나 찾을 수가 없었고, 며칠 뒤 같은 마을에 사는 이명존(李命存)이라는 사람에게 현몽하여 남편에게 일러 시체를 거두게 하였다. 그 뒤 다시 현몽하여 자기를 위하여 당사를 세워 주기를 부탁하므로, 이씨는 곧 현위치에 넋을 위로하는 당집을 세웠다는 전설이 전한다. 당집은 원래 판자로 엮어 지은 남향집이었는데, 그 뒤 퇴락하여 가로와 세로 2.8m의 벽돌집으로 개축되고 슬레이트지붕으로 바뀌었다. 1976년에 당 옆에 신령각을 지었다.